# 伊崎俊二
伊崎 俊二（いざき しゅんじ、1892年（明治25年）2月5日 - 1943年（昭和18年）7月12日）は、日本の海軍軍人。最終階級は海軍中将。

## 経歴
福岡県出身。海軍兵学校および陸軍士官学校（第26期）を受験し、双方に合格している。1914年（大正3年）12月、海軍兵学校（42期）を卒業し、1915年（大正4年）12月、海軍少尉に任官。海軍水雷学校高等科で学ぶ。「桃」乗組、「峯風」「夕張」「川内」の各水雷長兼分隊長などを経て、1926年（大正15年）11月、「楢」駆逐艦長に就任し翌月、海軍少佐に昇進。
1927年（昭和2年）12月、「栗」駆逐艦長に着任、「葦」「朝凪」の各駆逐艦長を歴任し、1931年（昭和6年）12月、海軍中佐に進級。兼「夕凪」駆逐艦長、馬公要港部参謀兼澎湖島要塞参謀・基隆要塞参謀、「敷波」駆逐艦長、第21水雷戦隊司令、横須賀鎮守府付、第9駆逐隊司令などを歴任し、1936年（昭和11年）12月、海軍大佐に昇進した。
1937年（昭和12年）12月、第7駆逐隊司令に転出。「川内」艦長を経て、1939年（昭和14年）11月から1941年（昭和16年）1月まで「最上」艦長を務め、この間「神通」艦長・「摂津」特務艦長を兼務した。その後、横須賀鎮守府付、呉鎮守府付を経て、1941年（昭和16年）4月、「摩耶」艦長に就任。呉鎮守府付を経て、同年11月、呉港務部長に就任し太平洋戦争を迎えた。
1942年（昭和17年）11月、海軍少将に進級。1943年（昭和18年）1月、第二水雷戦隊司令官に就任。同年7月、コロンバンガラ島沖海戦において旗艦「神通」が戦没し運命を共にした。死後、海軍中将に進級。